# 28 cm K (E) schwere Bruno
Il 28 cm Kanone (Eisenbahnlafette) " schwere Bruno", abbreviato in 28 cm K (E) sBr, era un cannone ferroviario tedesco impiegato durante la seconda guerra mondiale insieme ad altri tre modelli della famiglia da 28 cm K (E) Bruno. Furono schierati nella campagna di Francia prima e per la difesa costiera della Norvegia occupata per il resto del conflitto. Furono costruiti due esemplari negli anni trenta usando cannoni costieri antecedenti alla prima guerra mondiale.

## Storia
Nel primo dopoguerra, l'Oberkommando des Heeres (OKH) ordinò alla Krupp, nell'ambito del programma di riarmo lanciato nel 1933 dal Partito nazista, di iniziare la progettazione di artiglierie ferroviarie completamente nuove. Tuttavia ciò necessitava di lunghi tempi di sviluppo e la Krupp fece presente che poteva invece consegnare rapidamente un numero significativo di pezzi usando le bocche da fuoco navali obsolete, già disponibili perché dismesse dalla marina, e modernizzando i progetti risalenti agli affusti ferroviari della prima guerra mondiale. L'OKH accettò ed nel 1936 autorizzò Krupp ad iniziare lo sviluppo di una serie di cannoni di calibro compreso tra 150 e 280 mm, da consegnare entro il 1939 nell'ambito del programma di emergenza Sofort-Programe.
Due antiquati cannoni 28 cm Küstenkanone L/42 sottratti ai belgi all'inizio della Grande Guerra erano sopravvissuti all'armistizio e vennero incavalcati sullo stesso affusto usato per tutti i cannoni da 28 cm "Bruno". Entrambi i cannoni vennero consegnati nel 1938.
Durante la battaglia di Francia i due "schwere Bruno" equipaggiarono la Eisenbahn-Artillerie-Batterie 689 (689ª batteria artiglieria ferroviaria), la cui unica operazione a fuoco fu il bombardamento su obiettivi dell'Alsazia meridionale da Lörrach tra il 14 ed il 17 giugno 1940. Al termine della conquista della Francia, la batteria fu trasferita a Nærbø, in Norvegia, con compiti di difesa costiera alle dipendenze del Artilleriegruppe Stavanger-Süd (gruppo di artiglieria Stavanger sud); in seguito venne trasferita a Fredrikstad quando quattro cannoni ferroviari francesi da 240 mm TAz Mle. 1884/17 ALVF di preda bellica arrivarono da Narvik nel 1944.

## Tecnica
La culla con la canna era incavalcata su un affusto a trave, poggiante su due carrelli ferroviari a 5 assi. Il brandeggio della culla sull'affusto era limitato a 20', sufficienti per il puntamento di precisione. Per quello grossolano il schwere Bruno poteva spostarsi su un tratto curvo di binario, oppure poteva essere caricato su una piattaforma girevole Vögele (Vögele-Drehscheibe). La piattaforma girevole Vögele era costituita da una guida circolare intorno ad un perno rotante, che sostenevano una piattaforma girevole sulla quale l'affusto ferroviario veniva caricato grazie ad una rampa; la piattaforma era dotata alle estremità di rulli che poggiavano sulla guida esterna. La piattaforma aveva una portata di 300 tonnellate, abbastanza per poter sostenere la maggior parte dei cannoni ferroviari tedeschi.
Per il caricamento il cannone doveva essere portato ad alzo 0° dopo ogni colpo.
Il munizionamento era costituito dalla 28 cm Sprenggranate L/4.4 m KZ m BdZ m Hb, una granata ad alto esplosivo, con doppia spoletta anteriore e posteriore e cappuccio balistico, pesante 284 kg, dei quali 22,9 costituiti dalla carica esplosiva in TNT.